# Кубок Співдружності

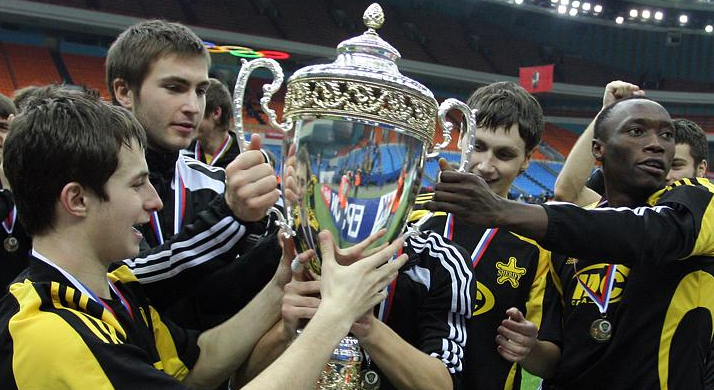
Шериф — володар кубка Співдружності 2009

Кубок Співдружності — регіональний футбольний турнір серед клубів країн колишнього СРСР, що проводився під егідою ФІФА. Перший розіграш відбувся у січні 1993 року. Україна брала участь у турнірі з 1993 року, але у 2014 році офіційно припинила участь у турнірі.
Турнір планувався як змагання для чемпіонів країн СНД і Балтії, але з різних причин їх часто замінювали або призери, або молодіжна збірна Росії. Турнір проводиться щорічно, планувалося що він буде проводитися в різних країнах СНД і Балтії, але з 1993 по 2007, у 2009 і 2010 року він проходив у Москві, а у 2008 і 2011 році — в Санкт-Петербурзі. У 2016 було прийнято рішення про припинення його проведення.

## Формула проведення турніру
З 1993 по 1995 роки всі 16 учасників поділялися на 4 групи та переможці груп виходили до півфіналу.
З 1996 по 1998 і з 2002 по теперішній час з груп виходили вже дві команди, що зайняли перші два місця, а плей-офф починався з чвертьфіналу. Але у 2005 році «Локомотив» і київське «Динамо» були допущені відразу у півфінал.
З 1999 по 2001 роки всі учасники, відповідно до рейтингу країн, були поділені на два дивізіони по дві групи в кожному (вищий і перший дивізіони). За кубок боролися лише вісім команд з вищого дивізіону: клуби, що зайняли перші два місця в групах вищого дивізіону, виходили до фінальної частини, яка теж являла собою групу з чотирьох клубів, а вже команди, що зайняли перші два місця, виходили у фінал, де і розігрували між собою Кубок Співдружності. А клуби, що зайняли перші два місця у першому дивізіоні, мінялися місцями з клубами, які зайняли два останні місця у вищому дивізіоні.
Оскільки в Кубку СНД брали участь команди лише з 15 держав, то роль шістнадцятої в різний час виконували збірні Росії: молодіжна, олімпійська, юнацькі, збірна клубів, а також московські «Динамо» і дубль «Спартака». А з 2007 року шістнадцятою стала вперше команда з далекого зарубіжжя — ОФК (Белград, Сербія).
У 2012 році участь на турнірі брали молодіжні (та юнацька збірна Білорусі) збірні країн колишнього СРСР, а також юнацька збірна Ірану. Переможцем стала молодіжна збірна Росії, у фіналі перегравши білорусів. Українці здобули «бронзу», в матчі за 3-тє місце обіграли Латвію з рахунком 3:0.

## Приз переможцю
Фактично кожен рік розіграшу турніру його переможець отримував новий варіант трофея. 2012-го, після перетворення Кубка Співдружності на змагання для збірних, керівництво тираспольського «Шерифа» підготувало макет призу (платинового відливу), яким мали бути нагороджені всі переможці 1993 — 2011 років. Попередньо повідомлялося, що спонсором виготовлення нагороди виступить ФІФА. Втім, невідомо, чи відповідну ініціативу втілили в життя.

## Фінали
| Рік  | Переможець           | Фіналіст               | Рахунок       | Стадіон                                              |
| ---- | -------------------- | ---------------------- | ------------- | ---------------------------------------------------- |
| 1993 | «Спартак» (Москва)   | «Динамо-93»            | 8-0           | Москва, ЛФК ЦСКА, 5000 глядачів.                     |
| 1994 | «Спартак» (Москва)   | «Нефтчі» (Фергана)     | 7-0           | Москва, СК «Олімпійський», 18000 глядачів.           |
| 1995 | «Спартак» (Москва)   | «Динамо» (Тбілісі)     | 5-1           | Москва, ЛФК ЦСКА, 4500 глядачів.                     |
| 1996 | «Динамо» (Київ)      | «Аланія» (Владикавказ) | 1-0           | Москва, ЛФК ЦСКА, 4500 глядачів.                     |
| 1997 | «Динамо» (Київ)      | «Спартак» (Москва)     | 3-2           | Москва, ЛФК ЦСКА, 5000 глядачів.                     |
| 1998 | «Динамо» (Київ)      | «Спартак» (Москва)     | 1-0           | Москва, ЛФК ЦСКА, 4500 глядачів.                     |
| 1999 | «Спартак» (Москва)   | «Динамо» (Київ)        | 2-1           | Москва, СК «Олімпійський» 14000 глядачів.            |
| 2000 | «Спартак» (Москва)   | «Зімбру» (Кишинів)     | 3-0           | Москва, СК «Олімпійський», 16000 глядачів.           |
| 2001 | «Спартак» (Москва)   | «Сконто» (Рига)        | 2-1 (д. в.)   | Москва, СК «Олімпійський», 25000 глядачів.           |
| 2002 | «Динамо» (Київ)      | «Спартак» (Москва)     | 4-3           | Москва, СК «Олімпійський», 27000 глядачів.           |
| 2003 | «Шериф» (Тирасполь)  | «Сконто» (Рига)        | 2-1           | Москва, СК «Олімпійський», 2000 глядачів.            |
| 2004 | «Динамо» (Тбілісі)   | «Сконто» (Рига)        | 3-1           | Москва, СК «Олімпійський», 4000 глядачів.            |
| 2005 | «Локомотив» (Москва) | «Нефтчі» (Баку)        | 2-1           | Москва, Манеж Динамо. 2000 глядачів.                 |
| 2006 | «Нефтчі» (Баку)      | ФБК «Каунас»           | 4-2           | Москва, СК «Олімпійський», 6200 глядачів.            |
| 2007 | «Пахтакор» (Ташкент) | ФК «Вентспілс»         | 0-0, пен. 9-8 | Москва, СК «Олімпійський», 10000 глядачів.           |
| 2008 | «Хазар-Ленкорань»    | «Пахтакор» (Ташкент)   | 4-3           | Санкт-Петербург, СКК «Петербурзький», 6000 глядачів. |
| 2009 | «Шериф» (Тирасполь)  | ФК «Актобе»            | 1-1, пен. 5-4 | Москва, СК «Олімпійський», 3700 глядачів.            |
| 2010 | «Рубін» (Казань)     | ФК «Актобе»            | 5-2           | Москва, СК «Олімпійський»                            |
| 2011 | «Інтер» (Баку)       | «Шахтар» (Солігорськ)  | 0-0, пен. 6-5 | Санкт-Петербург, СКК «Петербурзький», 2000 глядачів. |
| 2012 | Росія (U-21)         | Білорусь (U-19)        | 2-0           | Санкт-Петербург, СКК «Петербурзький», 3000 глядачів. |
| 2013 | Росія (U-21)         | Україна (U-21)         | 4-2           | Санкт-Петербург, СКК «Петербурзький», 7000 глядачів. |
| 2014 | Україна (U-21)       | Росія (U-21)           | 4-0           | Санкт-Петербург, СКК «Петербурзький», 3000 глядачів. |
| 2015 | ПАР (U-21)           | Фінлядія (U-21)        | 2-1           | Санкт-Петербург, СКК «Петербурзький», 2500 глядачів. |
| 2016 | Росія (U-21)         | Молдова(U-21)          | 4-2           | Санкт-Петербург, СКК «Петербурзький», 3000 глядачів. |